# Disney+
Disney+ er en amerikansk abonnement og video-on-demand-streamingplatform, som er ejet og opereret af The Walt Disney Companys Media and Entertainment Distribution-division.
Platformen distribuerer hovedsageligt film og tv-serier produceret af The Walt Disney Studios og Walt Disney Television, med dedikerede kategorier og undergrupper for virksomhedens brands, såsom Disney, Pixar, Marvel, Star Wars, og National Geographic, såvel som Star i udvalgte regioner. Originale produktioner, film og tv-serier bliver også distribueret på Disney+.
Disney+ blev lanceret i USA, Canada og Holland den 19. november 2019, og udvidede til Australien, New Zealand og Puerto Rico en uge senere. Platformen blev tilgængelig for udvalgte lande i Europa i marts 2020 og i Indien i april 2020. Yderligere europæiske lande (heriblandt Danmark) fik adgang i september 2020 og platformen udvidede til Latinamerika i november 2020. Platformens lancering blev mødt med positive kritik af det tilgængelige indhold, men blev kritiseret for tekniske problemer og manglende indhold. Ydermere blev det påpeget at visse film og tv-serier var blevet ændret ved lanceringen. Ti millioner brugere havde købt abonnement til Disney+ ved afslutningen på platformens første dag i brug. Platformen havde 129,8 millioner globale abonnementer pr. 1. januar 2022.

## Fodnoter
1. ↑  Dette tal inkluderer muligvis forudbestillinger, som blev tilbudt til rabatpris i august og september 2019.[4]